# 葛拉罕·卡克森
葛拉罕·萊斯利·卡克森（英語：Graham Leslie Coxon，1969年3月12日—），英國創作歌手、樂器演奏家和畫家。葛拉罕以身為英國另類搖滾樂團布勒的主奏吉他手、和聲著稱，偶爾兼任第二主唱。葛拉罕參與布勒的八張專輯，從1991年《現代休閒生活》到2015年《魔鞭》。2002年到2008年間葛拉罕暫時離開布勒，在2003年的《思想坦克》中只參與了一首歌的錄製。葛拉罕也設計了1999年專輯《13》封面設計。葛拉罕至今有八張個人專輯作品，1998年他在自己的獨立唱片公司Transcopic發行首張個人專輯《The Sky Is Too High》。

## 音樂作品

### 個人專輯
- The Sky Is Too High (1998)
- The Golden D (2000)
- Crow Sit on Blood Tree (2001)
- The Kiss of Morning (2002)
- Happiness in Magazines (2004)
- Love Travels at Illegal Speeds (2006)
- The Spinning Top (2009)
- A+E (2012)

## 外部連結
- 官方网站
- 葛拉罕·卡克森的MySpace主頁
- Official Flickr Photo Stream
- Official Graham Twitter Stream （页面存档备份，存于）
- Art Website （页面存档备份，存于）